# توشیمیچی تاکاتسوکاسا
توشیمیچی تاکاتسوکاسا (به ژاپنی: 鷹司 平通, Takatsukasa Toshimichi); ۲۶ اوت ۱۹۲۳ – ۲۷ ژانویهٔ ۱۹۶۶) پسر شاهزاده نوبوسوکه، محقق ژاپنی راه‌آهن و قطار، همسر تاکاتسوکاسا کازوکو دختر امپراتور ژاپن هیروهیتو اهل ژاپن بود.